# Constantin Ionete
Constantin Ionete (24 martie 1922, comuna Măldărești, județul Vâlcea - august 2011, Constanța) a fost un economist român, membru de onoare (1993) al Academiei Române.

## Biografie
Constantin Ionete s-a născut la data de 24 martie 1922 în comuna Măldărești (județul Vâlcea). A absolvit cursurile Facultății de Filozofie din București.
În ședința camerelor reunite ale Parlamentului României din 16 decembrie 1998, prof. Constantin Ionete a fost numit în funcția de membru al Consiliului de administrație al Băncii Naționale a României, pentru un mandat de șase ani, care a expirat în septembrie 2004.
Ca cercetător științific, a avut contribuții la analiza unor probleme fundamentale ale științelor economice moderne, cu prioritate în domeniile teoriei prețurilor, dezechilibrelor financiare ale economiei de comandă și prăbușirea ei în România, tranziției la economia de piață, creșterii economice și dezvoltării umane.

## Funcții
De-a lungul vieții a deținut mai multe funcții: 1948-1954: șef serviciu, director adjunct, director la Direcția de Învățământ din Ministerul Finanțelor; 1957 - 1958:  director general, Direcția Generală a Bugetului de Stat din Ministerul Finanțelor; 1962-1968 - șef sector, director adjunct, director Institutul de Cercetări Comerciale;
1968-1973: consilier pe probleme financiar-bancare la Guvern; 1991-2000: director general Institutul Național de Cercetări Economice al Academiei Române; 
1992-1998: coordonator național al Programului ACE PHARE al Uniunii Europene pentru domeniul cercetării economice.

## Activitate didactică
A fost cadru didactic la Academia de Studii Economice București: 1955-1958 - lector universitari; 1971-1982: profesor universitar, la disciplinele Monedă și Prețuri;  profesor consultant și conducător științific de doctoranzi din anul 1982; 1990-1991 - profesor la disciplina Monedă.

## Membru
Constantin Ionete a fost și membru în diverse comitete și redacția unei publicații: redactor-șef la revista "Finanțe și Credit" (1955-1997); președinte al Comitetului de Audit în cadrul Băncii Naționale a României, numit de Consiliul de Administrație al acestei instituții (2002-2004); membru fondator al Societății Române de Economie (SOREC) și ai ECONOMICA; membru al Grupului consultativ din cadrul Președinției, din partea Institutului Național de Cercetări Economice al Academiei Române (1993-1996).

## Publicații seriale
Între anii 1990-2004 a publicat peste 200 de studii, comunicări științifice și articole privind situația României aflată în procesul de tranziție, reforma bancară etc.

## Opera
Este autorul mai multor volume de economie: Comportamentul procesului de formare a prețurilor (Editura Academiei Române, București, 1972); Prețuri și tarife (Editura Didactică și Pedagogică, București, 1983); Prețurile și echilibrul dinamic al economiei (Editura Științifică și Enciclopedică, București, 1983); Criza de sistem a economiei de comandă și etapa sa explozivă (Editura Expert, București, 1993); Coordonator științific al lucrării anuale "Dezvoltarea umană în România", promovată de Programul Națiunilor Unite pentru Dezvoltare (PNUD), publicată (în engleză și română) în anii 1997, 1998, 1999, 2000; Clasa politică postdecembristă (2003); Parteneriatul public-privat (coautor, 2004).

## Distincții
Constantin Ionete a primit, de-a lungul vieții, diverse distincții: membru de onoare al Academiei Române (1993); Premiul Academiei Române pentru volumul Comportamentul procesului de formare a prețurilor; Doctor Honoris Causa al Universității din Craiova; Diploma "Opera Omnia", acordată de Senatul Universitar al Academiei de Studii Economice din București; Premiul Național al Fundației "Niște țărani" (2001).
- Ordinul „Tudor Vladimirescu” clasa a III-a (4 mai 1971) „cu prilejul aniversării a 50 de ani de la constituirea Partidului Comunist Român, [...] pentru activitate îndelungată în mișcarea muncitorească și merite deosebite în opera de construire a socialismului”[3]